# Collegio di Bolton North East
Bolton North East è un collegio elettorale situato nella Grande Manchester, nel Nord Ovest dell'Inghilterra, e rappresentato alla Camera dei comuni del Parlamento del Regno Unito. Elegge un membro del parlamento con il sistema first-past-the-post, ossia maggioritario a turno unico; l'attuale parlamentare è Kirith Entwistle, eletta con il Partito Laburista nel 2024.

## Estensione
- 1983-1997: i ward del borgo metropolitano di Bolton di Astley Bridge, Bradshaw, Breightmet, Bromley Cross, Central e Tonge.
- 1997-2010: i ward del borgo metropolitano di Bolton di Astley Bridge, Bradshaw, Breightmet, Bromley Cross, Central, Halliwell e Tonge.
- 2010-2024: i ward del borgo metropolitano di Bolton di Astley Bridge, Bradshaw, Breightmet, Bromley Cross, Crompton, Halliwell e Tonge with the Haulgh.
- dal 2024: i ward del borgo metropolitano di Bolton di Astley Bridge, Bradshaw, Breightmet, Bromley Cross, Halliwell, Little Lever and Darcy Lever, Queens Park and Central e Tonge with the Haulgh.[1]

Bolton North East fu creato in occasione delle elezioni generali del 1983 da parti dei collegi di Bolton West e Bolton East. Copre in particolare il centro cittadino di Bolton e i quartieri vicini (Breightmet, Crompton, Halliwell, Tonge with the Haulgh).

## Membri del parlamento
| Elezione | Elezione         | Deputato       | Partito             |
| -------- | ---------------- | -------------- | ------------------- |
|          | 1983             | Peter Thurnham | Conservatore        |
|          | 1996             | Peter Thurnham | Liberal Democratici |
|          | 1997             | David Crausby  | Laburista           |
|          | 2019             | Mark Logan     | Conservatore        |
|          | Mag 2024         | Mark Logan     | Laburista           |
| 2024     | Kirith Entwistle |                | Laburista           |

## Elezioni

### Elezioni negli anni 2020
| Partito                    | Partito                                           | Candidato                  | Risultati 4 luglio | Risultati 4 luglio |
| Partito                    | Partito                                           | Candidato                  | Voti               | %                  |
| -------------------------- | ------------------------------------------------- | -------------------------- | ------------------ | ------------------ |
|                            | Laburista                                         | Kirith Entwistle           | 16 166             | 37,28              |
|                            | Conservatore                                      | Adele Warren               | 9 513              | 21,94              |
|                            | Reform UK                                         | Trevor Jones               | 9 428              | 21,74              |
|                            | Verdi                                             | Hanif Alli                 | 4 683              | 10,80              |
|                            | Lib Dem                                           | Rebecca Forrest            | 1 507              | 3,48               |
|                            | Workers                                           | Syeda Misbah Kazmi         | 1 463              | 3,37               |
|                            | Indipendente                                      | Kevin Allsop               | 345                | 0,80               |
|                            | Indipendente                                      | John Partington            | 254                | 0,59               |
|                            |                                                   |                            |                    |                    |
| Iscritti                   | Iscritti                                          | Iscritti                   | 80 011             | 100,00             |
| ↳ Votanti (% su iscritti)  | ↳ Votanti (% su iscritti)                         | ↳ Votanti (% su iscritti)  | 43 552             | 54,43              |
| ↳ Astenuti (% su iscritti) | ↳ Astenuti (% su iscritti)                        | ↳ Astenuti (% su iscritti) | 36 459             | 45,57              |
|                            |                                                   |                            |                    |                    |
|                            | Esito: collegio passa da Conservatore a Laburista |                            |                    |                    |

### Elezioni negli anni 2010
| Partito                    | Partito                                           | Candidato                  | Risultati 12 dicembre 2019 | Risultati 12 dicembre 2019 |
| Partito                    | Partito                                           | Candidato                  | Voti                       | %                          |
| -------------------------- | ------------------------------------------------- | -------------------------- | -------------------------- | -------------------------- |
|                            | Conservatore                                      | Mark Logan                 | 19 759                     | 45,36                      |
|                            | Laburista                                         | David Crausby              | 19 381                     | 44,50                      |
|                            | Brexit                                            | Trevor Jones               | 1 880                      | 4,32                       |
|                            | Lib Dem                                           | Warren Fox                 | 1 847                      | 4,24                       |
|                            | Verdi                                             | Liz Spencer                | 689                        | 1,58                       |
|                            |                                                   |                            |                            |                            |
| Iscritti                   | Iscritti                                          | Iscritti                   | 67 564                     | 100,00                     |
| ↳ Votanti (% su iscritti)  | ↳ Votanti (% su iscritti)                         | ↳ Votanti (% su iscritti)  | 43 556                     | 64,47                      |
| ↳ Astenuti (% su iscritti) | ↳ Astenuti (% su iscritti)                        | ↳ Astenuti (% su iscritti) | 24 008                     | 35,53                      |
|                            |                                                   |                            |                            |                            |
|                            | Esito: collegio passa da Laburista a Conservatore |                            |                            |                            |

| Partito                    | Partito                                | Candidato                  | Risultati 8 giugno 2017 | Risultati 8 giugno 2017 |
| Partito                    | Partito                                | Candidato                  | Voti                    | %                       |
| -------------------------- | -------------------------------------- | -------------------------- | ----------------------- | ----------------------- |
|                            | Laburista                              | David Crausby              | 22 870                  | 50,62                   |
|                            | Conservatore                           | James Daly                 | 19 073                  | 42,21                   |
|                            | UKIP                                   | Harry Lamb                 | 1 567                   | 3,47                    |
|                            | Lib Dem                                | Warren Fox                 | 1 316                   | 2,91                    |
|                            | Verdi                                  | Liz Spencer                | 357                     | 0,79                    |
|                            |                                        |                            |                         |                         |
| Iscritti                   | Iscritti                               | Iscritti                   | 67 236                  | 100,00                  |
| ↳ Votanti (% su iscritti)  | ↳ Votanti (% su iscritti)              | ↳ Votanti (% su iscritti)  | 45 183                  | 67,20                   |
| ↳ Astenuti (% su iscritti) | ↳ Astenuti (% su iscritti)             | ↳ Astenuti (% su iscritti) | 22 053                  | 32,80                   |
|                            |                                        |                            |                         |                         |
|                            | Esito: collegio confermato a Laburista |                            |                         |                         |

| Partito                    | Partito                                | Candidato                  | Risultati 7 maggio 2015 | Risultati 7 maggio 2015 |
| Partito                    | Partito                                | Candidato                  | Voti                    | %                       |
| -------------------------- | -------------------------------------- | -------------------------- | ----------------------- | ----------------------- |
|                            | Laburista                              | David Crausby              | 18 541                  | 42,96                   |
|                            | Conservatore                           | James Daly                 | 14 164                  | 32,82                   |
|                            | UKIP                                   | Harry Lamb                 | 8 117                   | 18,81                   |
|                            | Lib Dem                                | Stephen Rock               | 1 236                   | 2,86                    |
|                            | Verdi                                  | Laura Diggle               | 1 103                   | 2,56                    |
|                            |                                        |                            |                         |                         |
| Iscritti                   | Iscritti                               | Iscritti                   | 67 863                  | 100,00                  |
| ↳ Votanti (% su iscritti)  | ↳ Votanti (% su iscritti)              | ↳ Votanti (% su iscritti)  | 43 161                  | 63,60                   |
| ↳ Astenuti (% su iscritti) | ↳ Astenuti (% su iscritti)             | ↳ Astenuti (% su iscritti) | 24 702                  | 36,40                   |
|                            |                                        |                            |                         |                         |
|                            | Esito: collegio confermato a Laburista |                            |                         |                         |

| Partito                    | Partito                                | Candidato                  | Risultati 6 maggio 2010 | Risultati 6 maggio 2010 |
| Partito                    | Partito                                | Candidato                  | Voti                    | %                       |
| -------------------------- | -------------------------------------- | -------------------------- | ----------------------- | ----------------------- |
|                            | Laburista                              | David Crausby              | 19 870                  | 45,91                   |
|                            | Conservatore                           | Deborah Dunleavy           | 15 786                  | 36,48                   |
|                            | Lib Dem                                | Paul Ankers                | 5 624                   | 13,00                   |
|                            | UKIP                                   | Neil Johnson               | 1 815                   | 4,19                    |
|                            | You Party                              | Norma Armston              | 182                     | 0,42                    |
|                            |                                        |                            |                         |                         |
| Iscritti                   | Iscritti                               | Iscritti                   | 67 304                  | 100,00                  |
| ↳ Votanti (% su iscritti)  | ↳ Votanti (% su iscritti)              | ↳ Votanti (% su iscritti)  | 43 277                  | 64,30                   |
| ↳ Astenuti (% su iscritti) | ↳ Astenuti (% su iscritti)             | ↳ Astenuti (% su iscritti) | 24 027                  | 35,70                   |
|                            |                                        |                            |                         |                         |
|                            | Esito: collegio confermato a Laburista |                            |                         |                         |

### Elezioni negli anni 2000
| Partito                    | Partito                                | Candidato                  | Risultati 5 maggio 2005 | Risultati 5 maggio 2005 |
| Partito                    | Partito                                | Candidato                  | Voti                    | %                       |
| -------------------------- | -------------------------------------- | -------------------------- | ----------------------- | ----------------------- |
|                            | Laburista                              | David Crausby              | 16 874                  | 45,72                   |
|                            | Conservatore                           | Paul Brierley              | 12 771                  | 34,60                   |
|                            | Lib Dem                                | Adam Killeya               | 6 044                   | 16,37                   |
|                            | UKIP                                   | Kevin Epsom                | 640                     | 1,73                    |
|                            | Veritas                                | Alan Ainscow               | 375                     | 1,02                    |
|                            | Laburista Socialista                   | Lynne Lowe                 | 207                     | 0,56                    |
|                            |                                        |                            |                         |                         |
| Iscritti                   | Iscritti                               | Iscritti                   | 67 355                  | 100,00                  |
| ↳ Votanti (% su iscritti)  | ↳ Votanti (% su iscritti)              | ↳ Votanti (% su iscritti)  | 36 911                  | 54,80                   |
| ↳ Astenuti (% su iscritti) | ↳ Astenuti (% su iscritti)             | ↳ Astenuti (% su iscritti) | 30 444                  | 45,20                   |
|                            |                                        |                            |                         |                         |
|                            | Esito: collegio confermato a Laburista |                            |                         |                         |

| Partito                    | Partito                                | Candidato                  | Risultati 7 giugno 2001 | Risultati 7 giugno 2001 |
| Partito                    | Partito                                | Candidato                  | Voti                    | %                       |
| -------------------------- | -------------------------------------- | -------------------------- | ----------------------- | ----------------------- |
|                            | Laburista                              | David Crausby              | 21 166                  | 54,34                   |
|                            | Conservatore                           | Michael Winstanley         | 12 744                  | 32,72                   |
|                            | Lib Dem                                | Tim Perkins                | 4 004                   | 10,28                   |
|                            | Verdi                                  | Kenneth McIvor             | 629                     | 1,61                    |
|                            | Laburista Socialista                   | Lynne Lowe                 | 407                     | 1,04                    |
|                            |                                        |                            |                         |                         |
| Iscritti                   | Iscritti                               | Iscritti                   | 69 553                  | 100,00                  |
| ↳ Votanti (% su iscritti)  | ↳ Votanti (% su iscritti)              | ↳ Votanti (% su iscritti)  | 38 950                  | 56,00                   |
| ↳ Astenuti (% su iscritti) | ↳ Astenuti (% su iscritti)             | ↳ Astenuti (% su iscritti) | 30 603                  | 44,00                   |
|                            |                                        |                            |                         |                         |
|                            | Esito: collegio confermato a Laburista |                            |                         |                         |

## Risultati dei referendum

### Referendum sulla permanenza del Regno Unito nell'Unione europea del 2016
|             | Collegio          | Lasciare UE % | Rimanere in UE % |
| ----------- | ----------------- | ------------- | ---------------- |
|             | Bolton North East | 57,7%         | 42,3%            |
| Inghilterra | 53,3%             | 46,7%         |                  |
| Regno Unito | 51,9%             | 48,1%         |                  |